# フランチェスコ・マンデル
フランチェスコ・マンデル（Francesco Mander, 1915年10月26日 - 2004年9月2日）は、イタリアの指揮者、作曲家。
ローマに映画プロデューサーのピエトロ・マンデルの子として生まれる。幼少の頃より、サヴェリオ・メルカダンテの子孫である母ルチアからピアノの教育を受けた。その後ミラノに移り、ミラノ・スカラ座で首席チェロ奏者を務めていたエンツォ・マルティネンギからチェロを学んだ。また、ローマのサンタ・チェチーリア音楽院でアルフレード・カゼッラとチェーザレ・ドビーチに作曲を学び、1939年に卒業している。さらに、キジアーナ音楽院でアントニオ・グァルニエリの下で指揮法を習得した。指揮法を学んだあと、ヴェネチアのフェニーチェ劇場の練習指揮者としてキャリアをはじめ、1942年には同歌劇場のコンサートの指揮を任されるようになった。1948年のマドリード交響楽団への客演を皮切りに世界各地のオーケストラに客演し、1957年にはフィレンツェ五月音楽祭管弦楽団のアメリカ・ツアーや、ソヴィエト国立交響楽団の客演の成功で指揮者としての名声を確立した。1969年から1976年まで南アフリカ放送協会ナショナル交響楽団の首席指揮者を歴任した後は、ラティザーナで隠遁生活を送った。
ラティザーナにて没。

## 註
| スタブアイコン | サブスタブ | この項目は、まだ閲覧者の調べものの参照としては役立たない、人物に関連した書きかけの項目です。この項目を加筆・訂正などしてくださる協力者を求めています（P:人物伝/PJ:人物伝）。 |